# Windows Mobile
Windows Mobile var ett mobiloperativsystem baserat på Microsoft Windows. Windows Mobile efterföljdes av operativsystemen Windows Phone år 2010, och Windows 10 Mobile år 2015.

## Historia
Det underliggande operativsystemet är Windows CE som lanserades på 1990-talet.
Operativsystemet Windows Pocket PC 2000 lanserades år 2000, och Pocket PC 2002 lanserades år 2002.
Windows Mobile 2003 (som också gick under namnet Pocket PC 2003) lanserades år 2003.
Windows Mobile 5.0 lanserades 2005.
Windows Mobile 6.0 lanserades våren 2007.
Windows Mobile 6.1 lanserades 1 april 2008. Det är en mindre uppgradering till Windows Mobile 6-plattformen med olika prestandaförbättringar och en omdesignad hemskärm med horisontella plattor som expanderar när man trycker för att visa mer information. Denna nya startskärm presenteras endast på Windows Mobil standardversioner. Den stöds inte i Professional Edition. Den mest uppenbara av de andra skillnaderna är att standardversionen fortfarande skapar automatiska länkar för telefonnummer. Detta gör det lättare att klicka och ringa lagrade telefonnummer inom dessa Microsoft Outlook-objekt. Den här funktionen stöds inte i den professionella versionen. Windows Mobile 6.1 har också förbättrad bandbreddeffektivitet ActiveSync på upp till 40 %. Detta förbättrar batteritid i många enheter.
Windows Mobile 6.5 lanserades sommaren 2009. Största nyheten är att systemet blivit mer "fingervänligt" och att man bara behöver använda "stylus" i väldigt speciella sammanhang. Flera versioner av Windows Mobile 6.5.x har läckt ut sedan januari 2010, och har inofficiellt porteras till vissa Windows Mobiler.
I augusti 2010 var Windows Mobile det femte mest populära smartphone operativsystemet, med 5 % av smartphonemarknaden i världen (efter Symbian, Blackberry, Android och IOS).
Det ersattes år 2010 av Windows Phone, som inte kör Windows Mobile-programvaran utan var ett separat mobiloperativsystem.